# Silaner

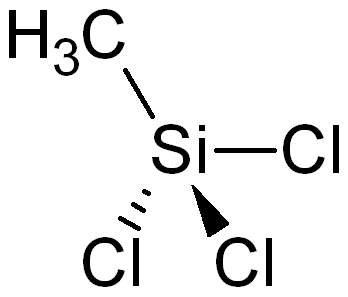
Triklormetylsilan är ett exempel på en silanförening.

Silaner är kategorinamnet för kiselväten eller kiselhydrider och är analogt med alkaner (kolväten) och boraner (borväten). De har den generella formeln SinH2n+2.

## Egenskaper
Många silaner är pyrofora vilket betyder att de kan självantända vid kontakt med luft vid rumstemperatur. Jämfört med alkaner så är silaner mindre stabila på grund av att Si–Si bindningen har lägre bindningsenergi än motsvarande C–C bindning. Syre oxiderar lätt silaner på grund av den stabila Si–O bindningen.
Precis som kolväten så kan kiselhydrider anta mer komplexa former än raka kedjor. Nomenklaturen för dessa är kopierad rakt av från kolväten; Silener har dubbelbindningar, cyklosilener är ringformade, silanoler har en hydroxigrupp etc.
På grund av likheten med kolväten så har det spekulerats att utomjordiskt liv skulle kunna vara baserade på kiselväten på samma sätt som jordiskt liv är baserat på kolväten.[källa behövs]

## Översikt
| Silan      | Summaformel | Smältpunkt (°C) | Kokpunkt (°C) | Densitet (g/cm³) | Molmassa (g/mol) | Antal Isomerer |
| ---------- | ----------- | --------------- | ------------- | ---------------- | ---------------- | -------------- |
| Monosilan  | SiH4        | -184,7          | -112,1        | 0,00135          | 32,12            | 1              |
| Disilan    | Si2H6       | -129,4          | -14,8         | 0,00266          | 62,22            | 1              |
| Trisilan   | Si3H8       | -116,9          | 52,9          | 0,739            | 92,320           | 1              |
| Tetrasilan | Si4H10      | -91,6           | 108,4         | 0,795            | 122,421          | 2              |
| Pentasilan | Si5H12      | -72,2           | 153,2         | 0,827            | 152,523          | 3              |
| Hexasilan  | Si6H14      | -44,7           | 193,6         | 0,847            | 182,624          | 5              |
| Heptasilan | Si7H16      | -30,1           | 226,8         | 0,859            | 212,725          | 9              |